# SMS для тебе
«SMS для тебе» (нім. SMS für Dich) — німецька романтична комедія 2016 року. Стрічка стала режисерським дебютом Кароліни Герфурт. Сценарій заснований на романі Софі Крамер, що вийшов у 2009 році. Фільм знімався з 12 жовтня по 3 грудня 2015 року в Берліні та Бранденбурзі. Прем'єра фільму відбулась 6 вересня 2016 року в Берліні та 15 вересня 2016 року в кінотеатрах Німеччини.

## Сюжет
Художниця Клара все ще оплакує свого нареченого Бена через два роки після його трагічної смерті. Вона проводить дні, пишучи SMS на його старий номер, не знаючи, що той вже давно має нового власника. Журналіст Марк, якому надходять повідомлення, зачарований цими SMS і всіма способами намагається знайти відправника.

## У ролях
- Кароліна Герфурт - Клара
- Фрідріх Мюке - Марк
- Нора Чірнер - Катя
- Фредерік Лау - Давид
- Катя Ріман - Генріетт Бут
- Енісса Амані - Нікі
- Фрідеріке Кемптер - Фіона
- Самуель Фінці - Вортман
- Уве Пройсс - Калле
- Кордула Штратманн - Уллі Волковіц